# Puzyrky (obwód winnicki)
Puzyrky (ukr. Пузирки, hist. pol. Puzyrki) – wieś na Ukrainie, w obwodzie winnickim, w rejonie chmielnickim, w hromadzie Hłuchiwci. W 2001 liczyła 391 mieszkańców, spośród których 389 wskazało jako ojczysty język ukraiński, 1 rosyjski, a 1 białoruski.